# Флореста (футбольный клуб)
«Флоре́ста» (порт. Floresta Esporte Clube) — бразильский футбольный клуб из города Форталеза. С 2021 года команда выступает в Серии C Бразилии.

## История
Клуб был основан 9 ноября 1954 года Фелипе Сантиаго. Впоследствии название изменилось на «Флореста», а домашний стадион команды получил имя основателя.
На протяжении большей части своей истории «Флореста» выступала на любительском уровне. В 2014 году бизнесмен Сержиу Тейшейра приобрёл клуб и принадлежавшую ему земельный участок. «Флореста» стала профессиональным клубом. В 2015 году команда вышла в Серию B чемпионата штата Сеара. В 2017 году «Флореста» вышла в Серию A Лиги Сеаренсе, а также обыграла «Форталезу» в финале Кубка Фареса Лопеса, заработав путёвку в Кубок Бразилии 2018. В 2019 году команда дебютировала в бразильской Серии D. Команда остановилась в шаге от выхода в Серию C, уступив в 1/4 финала «Жакуипенсе».
В сезоне 2020 «Флореста» заработала путёвку в Серию C. В 1/4 финала команда обыграла «Америку» (Натал) по сумме двух матчей — 2:0, 1:1. В полуфинале команда обыграла «Новуризонтино» (1:1, 2:0). В финале турнира «Флореста» проиграла «Мирасолу», дважды уступив со счётом 0:1.

## Достижения
- Обладатель Кубка Фареса Лопеса (1): 2017
- Обладатель Кубка чемпионов штата Сеара (1): 2018